# Bill Dixon
Bill Dixon (5 de outubro de 1925 - 16 de junho de 2010) foi um músico, compositor, artista plástico e educador norte-americano.